# Iulius Martov
Iulius Martov (Ма́ртов, numele real Țederbaum, Zederbaum (Ю́лий О́сипович Цедерба́ум), n. 24 noiembrie 1873, Constantinopol, Imperiul Otoman – d. 4 aprilie 1923, Schömberg, Baden-Württemberg, Germania) a fost un om politic și ideolog socialist rus, de naționalitate evreu. A devenit liderul menșevicilor din Rusia la începutului de secol XX.

## Biografie
Era fiul unor evrei din clasa de mijloc. A trăit în exil împreună cu alte personalități politice radicale. Martov a aderat la Partidul Social Democrat al Muncii din Rusia (PSDMR). La al doilea congres al PSDMR, ținut la Londra în 1903, a avut cu Lenin o dispută asupra politicii de recrutare de noi membri. Lenin și-a publicat ideile despre cum trebuie ajutat partidul să avanseze în broșura Ce este de făcut?, document care ilustra vederile întregului grup de conducători ai ziarului Iskra, condus de Lenin și Martov. La Congresul de la Londra, diferitele definiții ale calității de membru de partid au fost expuse de Lenin, care pleda pentru ideea calității de membru acordată numai militanților total dedicați cauzei (revoluționarii profesioniști), și de Martov, care pleda în favoarea unei interpretări mai largi a noțiunii.
Atât Martov cât și Lenin își bazau ideile de organizare pe tendințele dominante în partidele social democrate europene, în special în cel din Germania. Când s-a votat asupra chestiunii în discuție, grupul lui Lenin a pierdut și a provocat scindarea partidului. Deși numeric erau minoritari, ei au fost numiți bolșevici (majoritari) pe durata congresului și ulterior, întrucât au câștigat un vot în plus la punctul ordinii de zi privind votarea redacției ziarului Iskra, organul de presă al partidului. Minoritatea – menșevicii -, deși numeric majoritari, și-au adoptat și ei titlul. Ironic, votul pentru colectivul redacțional nu a fost considerat atât de important în acel moment. Bolșevicii erau în general în minoritate și numai absența anumitor delegați care ar fi votat cu menșevicii le-a dat câștig de cauză bolșevicilor la votarea redacției Iskrăi.
Martov a devenit unul dintre liderii importanți ai menșevicilor, alături de Gheorghi Plehanov, Fiodor Dan și Irakli Țereteli. Lev Troțki a fost pentru scurt timp membru al facțiunii menșevice, după care a aderat la tabăra bolșevică.
După reformele aduse de Revoluția din 1905, Martov a considerat că rolul revoluționarilor este acela de a asigura o opoziție militantă noului guvern burghez. El a văzut soluția în infiltrarea diferitelor organizați precum: sindicatele, cooperativele, consiliile comunale și sovietele, pentru a presa guvernul burghez până când condițiile sociale și economice vor fi putut face posibilă izbucnirea revoluției socialiste.
Martov a fost un menșevic de stânga și a susținut încercarea de reunificare a partidului din 1905. Reunificare a fost de scurtă durată, cele două facțiuni despărțindu-se în 1907.
În 1914, Martov s-a opus primului război mondial, pe care îl considera război imperialist, la fel cum apreciau Lenin și Troțki. El a devenit liderul facțiunii internaționaliste, care se opunea preluării conducerii de către menșevici.
După Revoluția din Februarie 1917, Martov s-a reîntors în Rusia, dar a fost prea târziu pentru preveni aderarea unui număr de menșevici la noul guvern provizoriu al Rusiei. Martov i-a criticat vehement pe acei menșevici, precum Irakli Țereteli și Fiodor Dan, care (ca membri ai Guvernului Provizoriu) au sprijinit participarea Rusiei la război. La conferința Partidului Menșevic, ținută la 18 iunie 1917, Martov nu a reușit să obțină sprijinul delegaților pentru politica de negocieri imediate de pace cu Puterile Centrale.
Când bolșevicii au ajuns la putere prin victoria Revoluției din Octombrie 1917, Martov a fost marginalizat politic. Această situație a fost exemplificată de comentariul lui Troțki adresat lui Martov, atunci când acesta din urmă a părăsit o ședința a sovietului, dezamăgit de felul în care bolșevicii acaparaseră puterea: „du-te acolo unde îți este locul, în lada de gunoi a istoriei”.
Pentru un timp, Martov a condus micul grup parlamentar de opoziție din Adunarea Constituantă, până când bolșevicii au desființat-o. Menșevicii, împreună cu alte partide, au fost puși în ilegalitate de guvernul sovietic pe durata războiului civil.
Martov a sprijinit Armata Roșie în lupta împotriva Armatei Albe în războiul civil. Totuși a continuat să denunțe persecutarea ziarelor liberale, a cadeților și a social-revoluționarilor.
În 1923, Martov a fost nevoit să se exileze din nou și a murit în același an în Schönberg, Germania. Cu puțin timp înaintea decesului, a apucat să lanseze la Berlin ziarul Curierul socialist, rămas publicația menșevicilor din exil. Ziarul și-a continuat apariția la Paris și în cele din urmă în New York, unde s-au stabilit ultimii menșevici exilați. Potrivit unor surse, Lenin ar fi înlesnit fonduri pentru această ultimă acțiune a lui Martov.

## Legături externe
- en  Arhiva Julius Martov
- en  Biografia lui Julius Martov Arhivat în 28 mai 2010, la Wayback Machine.